# يونس الحواصي
يونس الحواصي لاعب كرة قدم مغربي ولد في 25 أكتوبر 1984، يلعب بصفة معار مع نادي الوداد البيضاوي منذ أغسطس 2011، بدايته في الهواة مع نادي اتفاق لالة مريم قبل أن ينتقل سنة 2004 إلى نادي المغرب التطواني، قبل أن أن يحترف في قطر مع نادي الوكرة من 2009 إلى يناير 2011 ثم وقع مع نادي أهلي طرابلس الليبي الذي لم يلعب معه كثيراً بسبب أحداث الثورة الليبية حيث أُعير في أغسطس 2011 إلى نادي الوداد الرياضي لمدة عام، وبعد انتهاء فترة إعارته من الوكرة تم تمديد فترة إعارته لموسم إضافي في أغسطس 2012 لنادي الوداد الرياضي، ومرة أخرى وحين انتهت اعارته الثانية للوداد عاد للوكرة وجدد معه لموسمين قبل أن يستفيد في سبتمبر 2013 من فترة اعارة إلى نادي الوداد الرياضي هي الثالثة على التوالي .

## روابط خارجية
- يونس الحواصي على موقع قاعدة بيانات كرة القدم.إي يو (الإنجليزية)
- يونس الحواصي على موقع Soccerway.com (الإنجليزية)
- يونس الحواصي على موقع عالم كرة القدم.نت (الإنجليزية)